# Sitadevi Khadanga
Sitadevi Khadanga (Asika, 1902 - 1983) foi uma dramaturga, romancista, poetisa e tradutora de Orissa, na Índia. Ela escreveu e traduziu para o idioma oriá. Situada na zona rural de Orissa, seus escritos retratam problemas sociais da região no século XX. Sua contribuição para a poesia é considerada um marco na literatura oriá.

## Biografia
Khadanga nasceu em 1902 em uma família ortodoxa brâmane em Asika, uma vila no distrito de Ganjam. Ela não recebeu educação formal, mas foi educada em casa por uma professora visitante. Ela se casou com Banchhanidhi Khadanga, um professor da escola. Ela morreu em 1983.

## Obra
Khadanga escreveu dramas sociais durante a década de 1950 que foram encenados em vários lugares em Ganjam. Ela estabeleceu um teatro conhecido como Harihar Natya Mandir, e um instituto literário, Krishna Singh Sahitya Parishad, ambos em Asika.
Após o casamento, ela começou a ler peças de teatro e as percebeu como uma forma literária superior. Depois que seus filhos saíram de casa para o ensino universitário, ela começou a escrever peças de teatro. Sua primeira peça foi Sahodar (irmão), baseada em suas experiências de vida. Foi descrito por ela como "a história da vida de uma mulher entre marido e filhos em uma família de classe média". Suas outras peças incluem Nari (mulher), Poshyaputra (filho adotivo), Naisthika (ortodoxo), Prachin Panthi (antiquado), Kshudhara Pida (a dor da fome) e Matrihina (sem mãe).  Sua peça Mandir Prabesh trata dos direitos de Harijan (dalits) de entrar nos templos hindus.
O primeiro romance de Khadanga foi a adoção de sua própria peça Poshyaputra, que se baseia em vários problemas da sociedade. Agraja (irmão mais velho), com 27 capítulos, é um romance sócio-político. Pratyabartan (Return; 1969) é baseado na vida rural de Orissa. Mora Jeevan Smriti (Memórias de minha vida; 1978) é uma autobiografia. Ela traduziu o Ghare Baire de Rabindranath Tagore de Bengali para Odia. Ela também escreveu poemas que tiveram um papel significativo no renascimento cultural de Orissa. Sua contribuição para a poesia de Odia é considerada um marco na literatura oriá.